# 馬特·麥格拉斯
馬特·麥格拉斯（Matt McGrath，1969年6月11日—）是美國的一位演員，出生在紐約市。他主要活躍在電視和音樂劇領域。他是一位出櫃的同性戀者。